# Boxmeer (plaats)

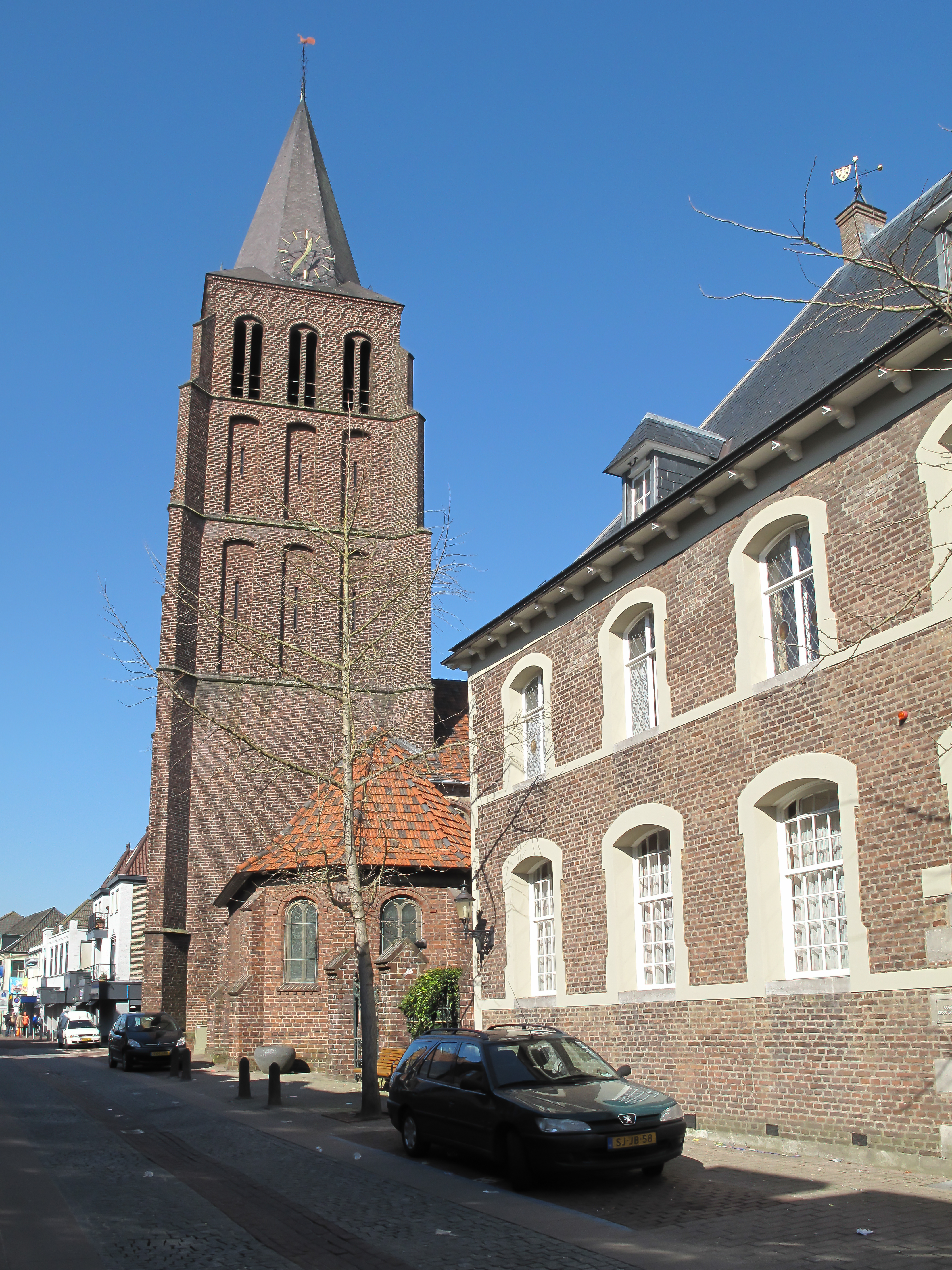
Sint-Petrusbasiliek

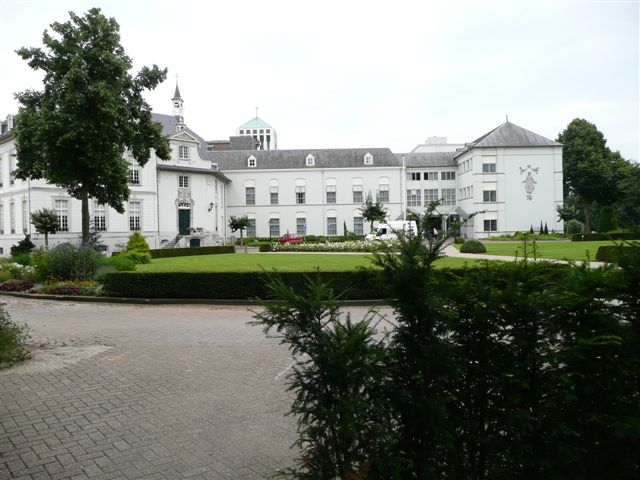
Kasteel Boxmeer

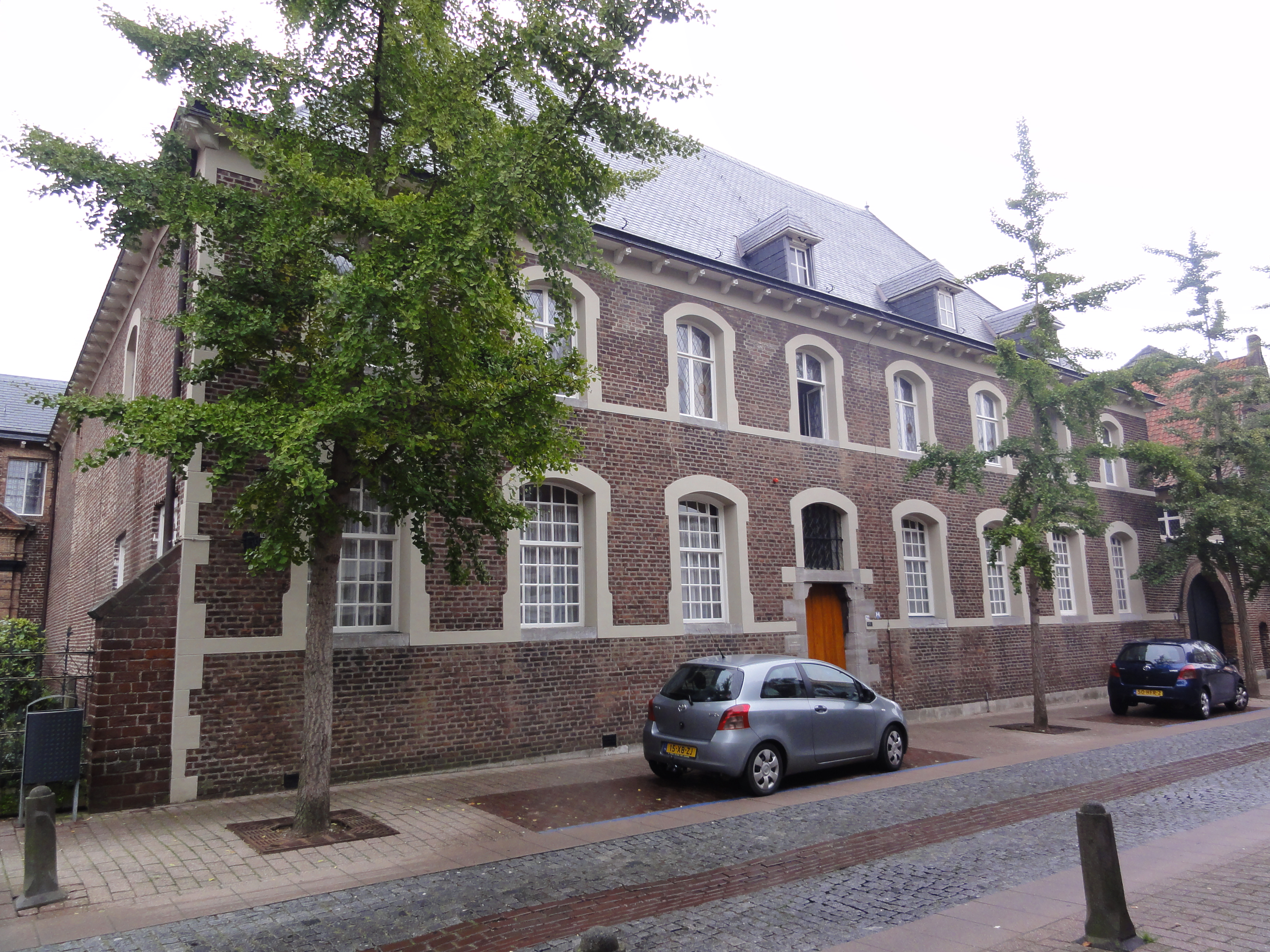
Karmelietenklooster (Boxmeer)

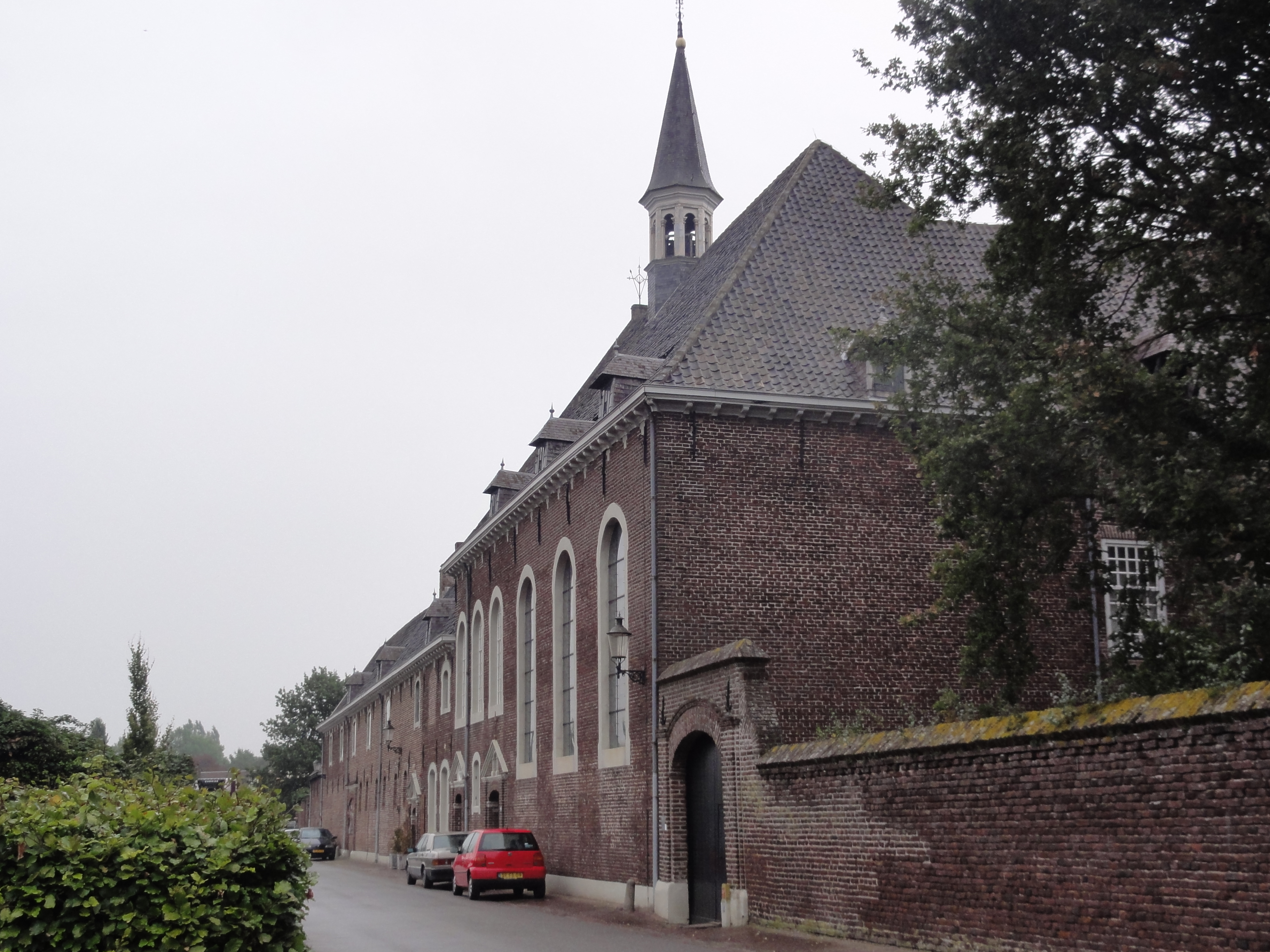
Karmelietessenklooster (Boxmeer)

Boxmeer (dialect: Boksmèr) is een plaats  in de gemeente Land van Cuijk, in de Nederlandse provincie Noord-Brabant. Op 1 januari 2023 telde de plaats 12.545 inwoners, verdeeld over 6.049 woningen, met een gemiddelde WOZ-waarde van € 306.000, op een oppervlakte van 11,16 km².
Het ligt hemelsbreed 23 kilometer ten zuiden van Nijmegen en 14 kilometer ten noorden van Venray.

## Etymologie
Oorspronkelijk heette het dorp Mere. In de tweede helft van de 13e eeuw werd dit te leen gegeven aan Jan Boc de Mere. De naam van deze heer werd aan die van het dorp verbonden: Boc's Mere werd Boxmeer.

## Geschiedenis
Rond Boxmeer zijn uit de Romeinse tijd sporen van bewoning bekend; de Romeinse heerweg Nijmegen-Maastricht liep door Boxmeer, over de huidige Heerstraat en 't Zand.
Uit stukken is bekend dat in de tweede helft van de 13e eeuw de (dan nog) graaf van Gelre het dorp Mere in leen gaf aan een zekere Jan Boc de Mere; deze woonde op het dan al bestaande kasteel. Langzaam maakte Boxmeer zich los van de invloed van het Land van Cuijk en Gelre, terwijl het ook onafhankelijk van het hertogdom Brabant wist te blijven: de heerlijkheid Boxmeer werd een vrije heerlijkheid. Dat bleef het ook toen het omliggende Land van Cuijk tijdens de Tachtigjarige Oorlog in Staatse handen viel; Boxmeer werd een enclave waar de katholieke godsdienst vrij uitgeoefend mocht worden. Dit betekende ook het behoud van de Boxmeerse Vaart, de jaarlijkse Heilige-Bloedprocessie die sinds begin 15e eeuw gehouden wordt. De parochie werd bestuurd door de plaatselijke Karmelieten, wat ook nu nog het geval is. Het eigendom van Boxmeer ging over op de heren van den Bergh, nog later op die van Hohenzollern-Sigmaringen. Op 21 oktober 1794 werd Boxmeer door Franse Revolutionaire troepen bezet, op 18 december 1797 werd de Heerlijkheid Boxmeer afgeschaft en op 23 januari 1798 werd het gebied toegevoegd aan het Roerdepartement als onderdeel van de Cisrheniaanse Republiek, een zusterrepubliek van de Eerste Franse Republiek.
Op 5 januari 1800 werd het gebied van de voormalige heerlijkheid Boxmeer bij verdrag door Frankrijk verkocht aan de Bataafse Republiek, die het samen met enkele andere gebieden bestuurde onder de naam "Gecedeerde Landen". De Gecedeerde Landen werden uiteindelijk op 26 september 1805 toegevoegd aan het departement Bataafs-Brabant. Na de oprichting van het Koninkrijk Holland (1806) werd dit hernoemd tot Departement Brabant. Tussen 1810 en 1814 maakte Boxmeer nog onderdeel uit van het kanton Nijmegen binnen het Departement Monden van de Rijn in het Eerste Franse Keizerrijk van Napoleon Bonaparte. Daarbij werd het dorp Sint Anthonis in 1810 van Boxmeer losgemaakt als Sint Anthonis en Ledeacker; de nieuwe gemeente moest klein beginnen. Sinds 1815 ligt Boxmeer in de provincie Noord-Brabant van het Koninkrijk der Nederlanden.

## Bezienswaardigheden
- Aan de rand van het dorp zijn van Kasteel Boxmeer, voormalige residentie van de heren en vrouwen van Boxmeer, de 18e-eeuwse delen bewaard gebleven. In de kelders van het kasteel zijn twee kleine musea over de geschiedenis van de heerlijkheid Boxmeer. Aan het kasteel vastgebouwd is een gebouwencomplex van de Zusters van Julie Postel, sinds 1897 eigenaar van het kasteel; oorspronkelijk deed het dienst als ziekenhuis, tegenwoordig herbergt het verzorgingstehuis Sint Anna, waar plaats is voor geestelijken uit verschillende ordes en voor leken.[5]
- Aan het begin van de oprijlaan van het kasteel staat de Nepomukkapel, gewijd aan Johannes Nepomucenus; een barokgebouwtje uit 1737, ter bescherming tegen de gevaren van het water. Deze kapel is opgericht door de douairière Maria Truchsess von Waldburg Zeil, gravin-douairière tot den Bergh-Hohenzollern, als vervanging van de kapel van het kasteel, die werd afgebroken bij de verplaatsing van de toegangspoort. De Karmelieten lazen er eens per week de Mis, maar in 1795 kwamen de Fransen en verdween deze godsdienstoefening. De Protestanten wilden deze, nu leegstaande, kapel als kerkgebouw gebruiken, maar zij kregen geen toestemming hiervoor. In 1840 kwam de kapel aan de Karmelieten. Deze verwaarloosden haar echter. In 1973 werd de kapel gerestaureerd en kreeg gebrandschilderde ramen.
- Tegenover de kapel staat de Protestantse kerk uit 1822, tegenwoordig onderdeel van de PKN. Deze eenvoudige zaalkerk bezit sinds 1926 een orgel dat in 1873 gebouwd is door de Amsterdamse orgelbouwer Hermanus Knipscheer en voordien in de Hervormde kerk te Koudekerk aan den Rijn stond.
- De Sint-Petrusbasiliek in het centrum van Boxmeer dateert uit de jaren vijftig van de 20e eeuw en werd ontworpen door architect Hendrik Willem Valk nadat de oorspronkelijke kerk in 1944 door oorlogsgeweld werd verwoest en de restanten ervan in 1946 onverhoeds werden gesloopt. In het interieur van de kerk is nog meubilair uit de vroegere kerk te vinden en ook in de crypte zijn overblijfselen van deze kerk aan te treffen.
- Het Karmelietenklooster vlak bij de kerk werd tussen 1653 en 1709 gebouwd. Het klooster bestaat uit vier vleugels die om een kloostergang gegroepeerd zijn. Het werd gesticht door Albrecht van den Bergh en Madeleine de Cusance. In het klooster bevinden zich achttien prachtige glas-in-loodramen uit de zeventiende eeuw, met ontwerpen van Abraham van Diepenbeeck. Andere bijzondere stukken die we in het klooster aantreffen zijn zes olieverfschilderijen uit het Kasteel met daarop drie generaties graven en gravinnen van het Huis Bergh en het Huis Hohenzollern, uit de 17e en de 18e eeuw. Het klooster zelf wordt op passende wijze geflankeerd door de Latijnse school uit 1707 en een poortgebouw uit 1653. Dit is voorzien van Renaissance versieringen. In dit klooster werkte de componist Benedictus Buns (1641-1716).
- Het Karmelietessenklooster is in 1672 gesticht in het oorspronkelijke Huis Elzendael. De zusters bleven tot 1975 en hebben tot 1994 nog in het voormalig noviciaatsgebouw van het Karmelietenklooster gewoond, waarna ze verhuisden naar het Kloosterverzorgingstehuis Sint-Anna. Het gebouw kent uitbreidingen van 1682 en later. Het bestaat uit vier vleugels die om een kruisgang zijn gegroepeerd. Er is een kapel met een 17e-eeuws zuilenaltaar dat gerestaureerd is in 1960.
- De Rochuskapel, aan de Steenstraat, is een zeskantig bakstenen gebouwtje, dat van een met leien gedekt koepeldak is voorzien. Het stamt uit 1742 en is gebouwd nadat de uit ongeveer 1500 stammende kapel op 't Zand, gewijd aan Onze Lieve Vrouw van Smarten, door overstroming werd verwoest. Toen is er een beeld van de Heilige Rochus aangespoeld, dat afkomstig was uit de oude kapel. Ook het Mariabeeld uit de oude kapel werd teruggevonden en in de parochiekerk geplaatst en later bij de Karmelieten. Het altaar van de Sint-Rochuskapel is in 1851 naar de parochiekerk verplaatst. Er is een reliek van de Heilige Rochus in de kapel aanwezig geweest en ook het beeld is voorwerp van devotie. De verering van de heilige is ook tegenwoordig niet geheel uitgestorven.
- Huize de Weijer, aan De Raetsingel 1, was vanaf ongeveer het jaar 900 een hoeve, en werd later een pastoorswoning, samen met de nabijgelegen hoeve van Ingen Elsen. In 1606 kreeg de pastoor een nieuwe woning en vanaf 1660 werd De Weijer een woning voor de drossaards van Boxmeer. In 1844 kwam er een leerschool voor jongens in het gebouw en in 1865 werd het een klooster voor de zusters van de Sociëteit van Jezus, Maria en Jozef. Dit klooster bleef bestaan tot 1972. In 1936 kochten de zusters ook de hoeve van Ingen Elsen aan. In 1974 kwam het geheel aan de gemeente Boxmeer en werd het verbouwd tot een cultureel centrum.
- Het Zandhuis, aan 't Zand 17 is gebouwd tussen 1718 en 1737 met een middentravee in Lodewijk XVI-stijl. Hier woonde de rentmeester van de heer van Boxmeer. Tijdens de Tweede Wereldoorlog deed het dienst als raadhuis. In 1945 werd het huis ernstig beschadigd en in 1949 gerestaureerd. Op de voorgevel bevindt zich een bokkenkop die refereert aan heer Boc. In het interieur vindt men rijke versieringen van stucwerk.
- Het Spieker bevindt zich aan de Sasse van Ysseltstraat en stamt uit de 18e eeuw. Het diende als tiendschuur, werd gerestaureerd en is tegenwoordig een woonhuis.

## Economie
Boxmeer is een belangrijke kern in het oosten van Noord-Brabant. Tot de belangrijkste bedrijvigheid behoort het farmaceutische bedrijf Intervet, dat dateert uit de jaren 50 van de 20e eeuw, en de bedrijven Stork PMT en Stork Titan, in 2007 overgenomen door Marel. Stork PMT kwam voort uit een overname in 1963 van het bedrijf Machinefabriek Wiericke, dat onder meer pluimveeslachtmachines produceerde.

## Natuur en landschap
Boxmeer ligt op de westelijke oever van de Maas. In de jaren 60 van de 20e eeuw werden, in het kader van de Maasverbetering, een aantal Maasbochten afgesneden.
Langs de Maas vindt men weidegebieden, zoals het Boxmeerse Veld, en naar het zuiden toe natuurgebied de Maasheggen. Kenmerkend voor deze gebieden is dat de weiden gescheiden zijn door hoge heggen, oorspronkelijk van gevlochten takken.
Ten westen van Boxmeer bevindt zich het natuurgebied Brestbosch. Hier stromen de Oeffeltse Raam en de Oploose Molenbeek.

## Evenementen
In Boxmeer wordt sinds 275 jaar ieder jaar op carnavalsmaandag de Metworstrennen gehouden. Verder wordt elk jaar in Boxmeer de wielerronde Daags na de Tour gereden. Deze wielerronde wordt gehouden op de maandag direct na afloop van de Ronde van Frankrijk. Tevens vindt jaarlijks, veertien dagen na Pinksteren, de bloedprocessie De Vaart plaats. Vanwege dit traditionele gebeuren ontving Boxmeer jarenlang tienduizenden mensen. Ook vindt in juni jaarlijks het internationale Moto Guzzi-treffen van de Moto Guzzi Club Nederland plaats.

## Bekende Boxmerenaren

### Geboren in Boxmeer
- Cornelis Jamin (1850-1907), ondernemer en oprichter van Jamin
- Joke Kersten (1944-2020), sociaal geograaf en burgemeester
- Emile Roemer (1962), politicus (SP) en burgemeester; sinds 2021 Commissaris van de Koning in Limburg
- Erik Ronnes (1967), politicus van het CDA
- Arne Toonen (1975), filmregisseur
- Guido Weijers (1977), cabaretier
- Christophe van der Maat (1980), politicus (VVD), staatssecretaris van Defensie
- Paul Cherryseed (1981-2025), singer-songwriter
- David Ririhena (1984), voetballer
- Dionne Stax (1985), tv-presentatrice en journaliste
- Niels Fleuren (1986), voetballer
- Sander de Wijn (1990), hockeyer
- Kika van Es (1991), voetbalster
- Bas Hendriks (1994), voetballer
- Tijn Daverveld (2000), voetballer

### Overleden
- Benedictus à Sancto Josepho, geboren als Josephus Hendricus Buns, (1643-1716), Karmeliet, componist en organist
- Josephine Koning (1868-1931), RK karmelietes en kandidate voor een zaligverklaring
- Frans du Mée (1910-1968), acteur, zanger liedjesschrijver en cabaretier
- Dien Cornelissen (1924-2015), politica van het CDA

### Woonachtig of woonachtig geweest
- Titus Brandsma (1881-1942), deed in 1898 intrede in het noviciaat van de paters Karmelieten te Boxmeer
- Sylvia Millecam (1956-2001), comédienne en actrice (als tiener opgegroeid)

## Verkeer en vervoer

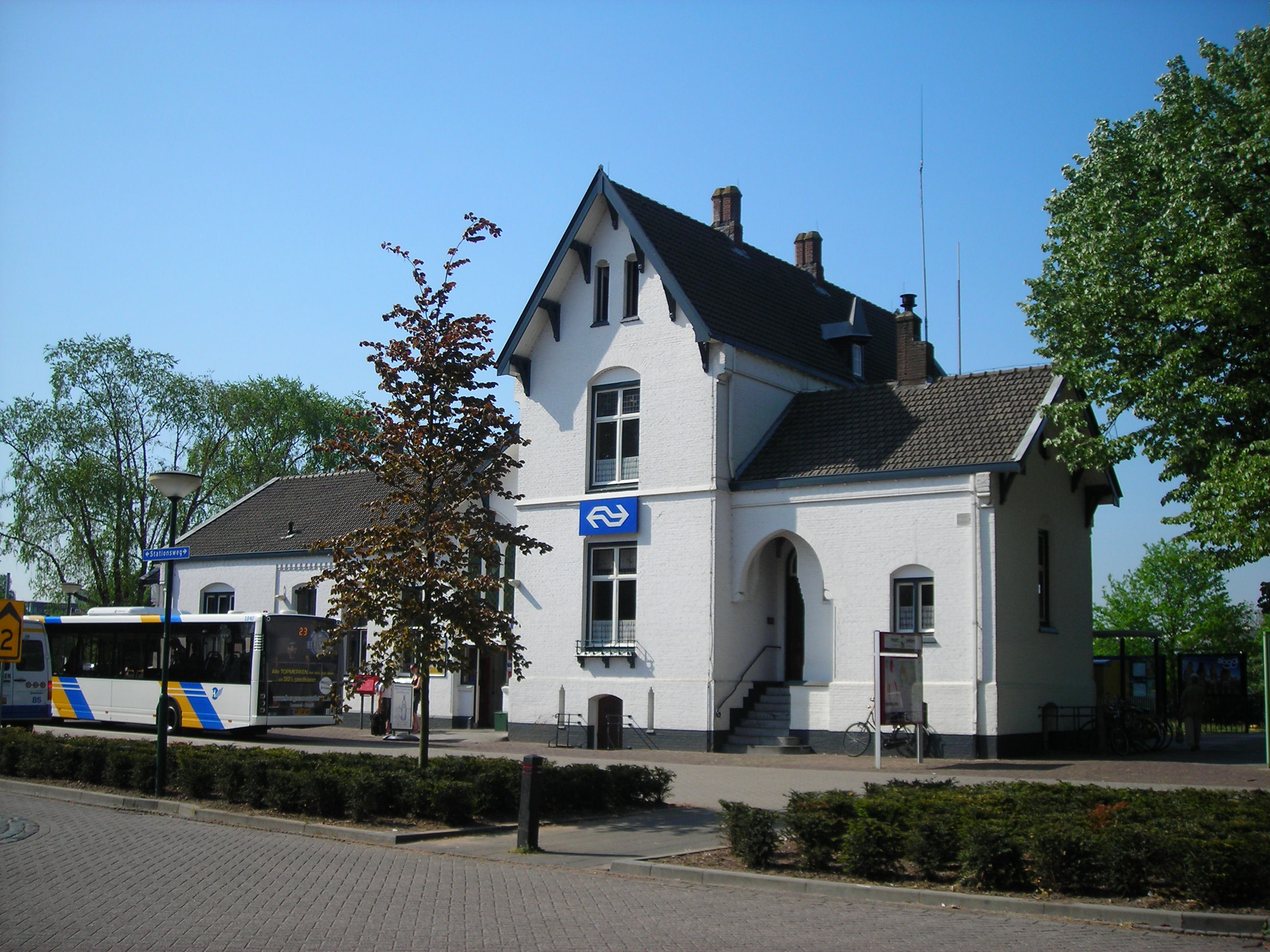
Station Boxmeer

Belangrijke verkeersaders zijn de A73 en de A77. Verder bezit Boxmeer ook een station aan de Maaslijn: station Boxmeer. Het treinvervoer wordt momenteel beheerd door Arriva en biedt treinverkeer tussen Nijmegen en Roermond. Het station bevat ook een busstation waar bussen van Hermes en Arriva komen. Vanaf Boxmeer zijn er busverbindingen naar onder andere Helmond, Gennep, Venray en Gemert.

## Verenigingen
| Sport             | Faciliteiten                                   | Vereniging |
| ----------------- | ---------------------------------------------- | ---------- |
| Tennis            | 11 kunstgrasbanen                              | TC Topspin |
| Padel             | 4 padelbanen                                   | TC Topspin |
| Zwemmen Waterpolo | Wedstrijdbad 25m + Instructiebad ('t Hoogkoor) | BZ & PC    |

- Atletiekvereniging AV Sporting Boxmeer (opgericht in 2001)
- Autoclub Boxmeer (opgericht in 1956)
- Badmintonclub BBC Hoogskoor (opgericht in 1973)
- Basketbalvereniging BCB Akros (opgericht in 1975)
- Gymnastiekvereniging De Meere (opgericht in 1977)
- Hengelsportvereniging HSV De Berm (opgericht in 1928)
- Hockeyclub MHC Boxmeer (Mixed Hockey Club, opgericht in 1962)
- Modelvliegclub Columbia (opgericht in 1980)
- MotorCrossClub (MCC) Boxmeer
- Paard en Pony Vereniging Boxmeer (in 2012 ontstaan uit een fusie tussen P.C. Remonte en L.R. Hipparion)
- Tafeltennisvereniging Smash’23 (opgericht in 2023)
- Taekwon-Do vereniging Chang Hun Boxmeer
- Tennis- en padelclub Boxmeer TC Topspin (opgericht in 1963, vanaf 2022 ook Padel aanbod)
- Toerwielerclub Boxmeer (opgericht in 1980)
- Voetbalvereniging BSV Olympia '18 (Boxmeerse Sportvereniging Olympia 1918, opgericht in 1918)
- Vrouwenvereniging Vrouwen Actief Boxmeer
- Honk- en softbalvereniging Royals (in 2009 ontstaan uit een fusie tussen Keystone Stealers uit Boxmeer en Red Caps uit Venray.
- Zwemvereniging: Boxmeerse zwem- en poloclub (BZ & PC, opgericht in 1963)
- Watersportvereniging (WSV) Boxmeer (opgericht in 1979)
- Wielertoerclub WTC'90 Boxmeer (opgericht in 1990)

Stichtingen
- Stichting Wandelsport Boxmeer - organisatie Wandelvierdaagse

Voormalige verenigingen
- Honk- en softbalvereniging Keystone Stealers (opgericht in 1988, in 2009 gefuseerd met Red Caps uit Venray tot Royals)
- Tafeltennisvereniging Golden Birds
- Tafeltennisvereniging Lojadho / Lohadjo
- Volleybalvereniging VCE (Volleybalclub Explosie, opgericht in 1967, in 2001 opgegaan in de uit 1998 ontstane fusieclub Avance uit Sambeek/Vortum-Mullem)[6][7]

## Naburige kernen
- Beugen, Rijkevoort, Sint Anthonis, Sambeek, Oploo